# Epascestria
Epascestria là một chi bướm đêm thuộc họ Crambidae.